# محسن مخملباف
محسن مخملباف (بالفارسية: محسن مخملباف) ولد في مايو/أيار عام 1957 في إحدى ضواحي جنوب طهران، يعد شخصيةً بارزة في الموجة الجديدة للحركة السينمائية الإيرانية، كما أن ابنته سميرة مخملباف تمتهن الإخراج السينمائي،  يوصف اليوم  بالمخرج المتمرد على النظام الحاكم في طهران وأحد اعدائه بعد أن كان يومًا جزءًا من بنيته، كتب مخملباف 27 كتابًا أدبيًا وقصصيًا وأخرج 20 فيلمًا طويلًا و4 أفلام وثائقية و5 أفلام قصيرة في عشر بلدان، فاز بنحو 50 جائزة وكان عضو لجنة تحكيم ومشارك في أكثر من 15 مهرجان سينمائي، على رأسها الدورة 73 لمهرجان فينيسيا السينمائي، غادر إيران عام 2005 عقب انتخاب محمود أحمدي نجاد ويستقر حاليًا في باريس.
هو مخرج، مؤلف، منتج ومحرر أفلام ومن أهم و  أبرز الأعمال السينمائية له  البائع المتجول، طعم الديموقراطية، وقت الحب، أبرد من النار، ممثل، الجنس والفلسفة، الرئيس وقندهار الذي أضافته مجلة تايم الأميركية ضمن قائمتها لأفضل 100 فيلم عبر التاريخ ومن أبرز جوائزه جائزة مهرجان كان السينمائي الدولي المسكوني، جائزة  «قندهار» فيديريكو فيليني، جائزة المساهمة الفنية في مهرجان طوكيو السينمائي الدولي، جائزة الميدالية الذهبية لرئيس مهرجان البندقية السينمائي الدولي وجائزة روبرت بريسون لمهرجان البندقية السينمائي الدولي

## النشأة والبداية
كان لنشأة مخملمباف أثرًا كبيرًا في انتاجاته السينمائية، فهو ينحدر من خلفية سياسية مليئة بالصراعات، تبدأ من انضمامه في سن 17 عامًا إلى جماعات المعارضة السرية ضد حكم الشاه، ثم إلى «منظمة مجاهدي الثورة الإسلامية» عام 1979 التي مثلت التيار الإسلامي المتشدد، وخلال تلك الفترة كانت أدواته الفنية تتطوّر وتُصب في صالح النظام من خلال أعماله: «توبة نصوح» عام 1983والدراج الفائز بجائزة أفضل فيلم روائي في مهرجان هاواي السينمائي الدولي عام 1991.
انجذب إلى السياسة في سن صغير فقد تركه أبوه  وانشغلت أمه عنه. ربته جدته فكانت تأخذه معها كل يوم إلى المسجد وسجن عام 1974 لأربع سنوات، ما جعله يحتك ويدخل بنشطاء من حركات إسلامية ويسارية.وعند بداية الثورة، أطلق سراحه مع جميع المعتقلين ولكن بعد سنوات قليلة بعد الثورة ذهبت أحلامه  حول بناء مجتمع مثالي فقرر الانتقال من العمل السياسي إلى الفنون وبدأ بكتابة القصص وقد تعلّم السينما بمفرده عبر قراءة الكتب ومشاهدة الأفلام  لكن بعد فيلمه «قندهار» الذي عرض في مهرجان كان في عام 2001 منع  في إيران من ممارسة عمله السينمائي مما أدى إلى إغلاق مدرسته في إيران لتعليم السينما 

## الأعمال السينمائية البارزة
- ليالي زايندة رود المنتج عام 1990.
- غبه (فيلم)
- الرئيس
- الدراج
- الصمت
- سلام سينما
- ممثل
- لحظة من البراءة
- الجنس والفلسفة
- قندهار الذي أضافته مجلة تايم الأميركية ضمن قائمتها لأفضل 100 فيلم

## الجوائز
1-جائزة روبرت بريسون لمهرجان البندقية السينمائي الدولي (2015)
2-جائزة المساهمة الفنية في مهرجان طوكيو السينمائي الدولي(1996)
3-جائزة ״قندهار " فيديريكو فيليني (2001)
4-جائزة الميدالية الذهبية لرئيس مهرجان البندقية السينمائي الدولي (1998)
5-جائزة «قندهار» باراجانوف (2006)

## روابط خارجية
- محسن مخملباف على موقع IMDb (الإنجليزية)
- محسن مخملباف على موقع مونزينجر (الألمانية)
- محسن مخملباف على موقع قاعدة بيانات الأفلام العربية
- محسن مخملباف على موقع ألو سيني (الفرنسية)
- محسن مخملباف على موقع أول موفي (الإنجليزية)
- محسن مخملباف على موقع قاعدة بيانات الأفلام السويدية (السويدية)
- محسن مخملباف على موقع قاعدة بيانات الفيلم (الإنجليزية)
- محسن مخملباف على موقع كينوبويسك (الروسية)